# Sturm Brightblade
Sturm Brightblade (Sirrimont 322 DC - 351 AC) es un personaje ficticio, uno de los Héroes de la Lanza que combatió contra Takhisis y sus ejércitos en la Guerra de la Lanza dentro del mundo de ficción de la Dragonlance.

## Biografía
Hijo de Angriff Brightblade e Ilys Ana Brightblade, Sturm creció en el Castillo Brightblade en Solamnia. La familia Brightblade ha formado parte de los Caballeros de Solamnia durante generaciones, y Sturm fue adiestrado por Vedro para continuar la noble tradición de sus ancestros. En el año 335 DC los habitantes de Avrinet se alzaron contra el Castillo Brightblade y Angriff ordenó a Soren Vardis evacuar a Ilys y Sturm mientras él y sus caballeros defendían el castillo. De este modo Sturm y su madre llegan a la pequeña ciudad de Solace.
Sus amigos son Tanis Semielfo y Flint Fireforge (que lo acogieron a él y a los hermanos Majere siendo huérfanos), y Caramon y Raistlin Majere. Sturm es un guerrero orgulloso que no teme muerte o tortura, sólo a la deshonra.  Brightblade manejó la espada antigua de su padre.
Tras hacerse mayor y que todos sus amigos se fueran, se decidió por ir al norte, en parte para saber del paradero de su padre, y también para conseguir el título de Caballero de Solamnia, pero no lo consiguió y regresó a Solace fingiendo serlo.
Durante la Guerra de la Lanza, Sturm se convierte en un Héroe de la Lanza. Fue a por los Discos de Mishakal y regresó a Solace, donde fue encarcelado por los ejércitos de los Dragones.
Tras escapar y vencer a Lord Verminaard, fueron al sur, pero el grupo se separó en Tarsis y fue con Tas, Laurana y tres caballeros solámnicos al Muro de Hielo, a por un Orbe del Dragón. Al llegar a Solamnia, fue represaliado por fingir ser un caballero , pero por la batalla que se avecinaba y por ser uno de los portadores del Orbe,fue condecorado Caballero de la Corona.
Mandado a la batalla de la Torre del Sumo Sacerdote. Ese alcázar de los caballeros jamás había caído, pero el avance de los ejércitos de los dragones no hizo sino medrar el ánimo de los soldados. Brightblade se sacrificó en un acto de valentía, ya como caballero de la Rosa, muriendo bajo la lanza de Kitiara Uth Matar, para infundir coraje a sus hombres; y, en efecto, se ganó la batalla. Sturm fue enterrado en la Cámara de Paladine, debajo de la torre, donde su cuerpo sigue intacto gracias a la joya de la estrella de la princesa elfa Alhana Starbreeze.
Tenía un hijo ilegítimo,  Steel Brightblade, con Kitiara Uth Matar.

## Después de muerto
Tras morir, fue ascendido hasta ser una inspiración para todos los caballeros. Aun así, su hijo ingresó en los caballeros negros, la orden rival. Ante esto, el espíritu de Sturm le dio su espada y la joya estrella cuando visitó su tumba.
Pero esto no hizo cambiar de opinión a Steel, pero escuchaba las voces de su padre y su madre a través de la joya estrella. 
También se le aparecería a Tas en el Abismo junto a Tanis y Flint.  
- Datos: Q2528846